# Alfred Uhl

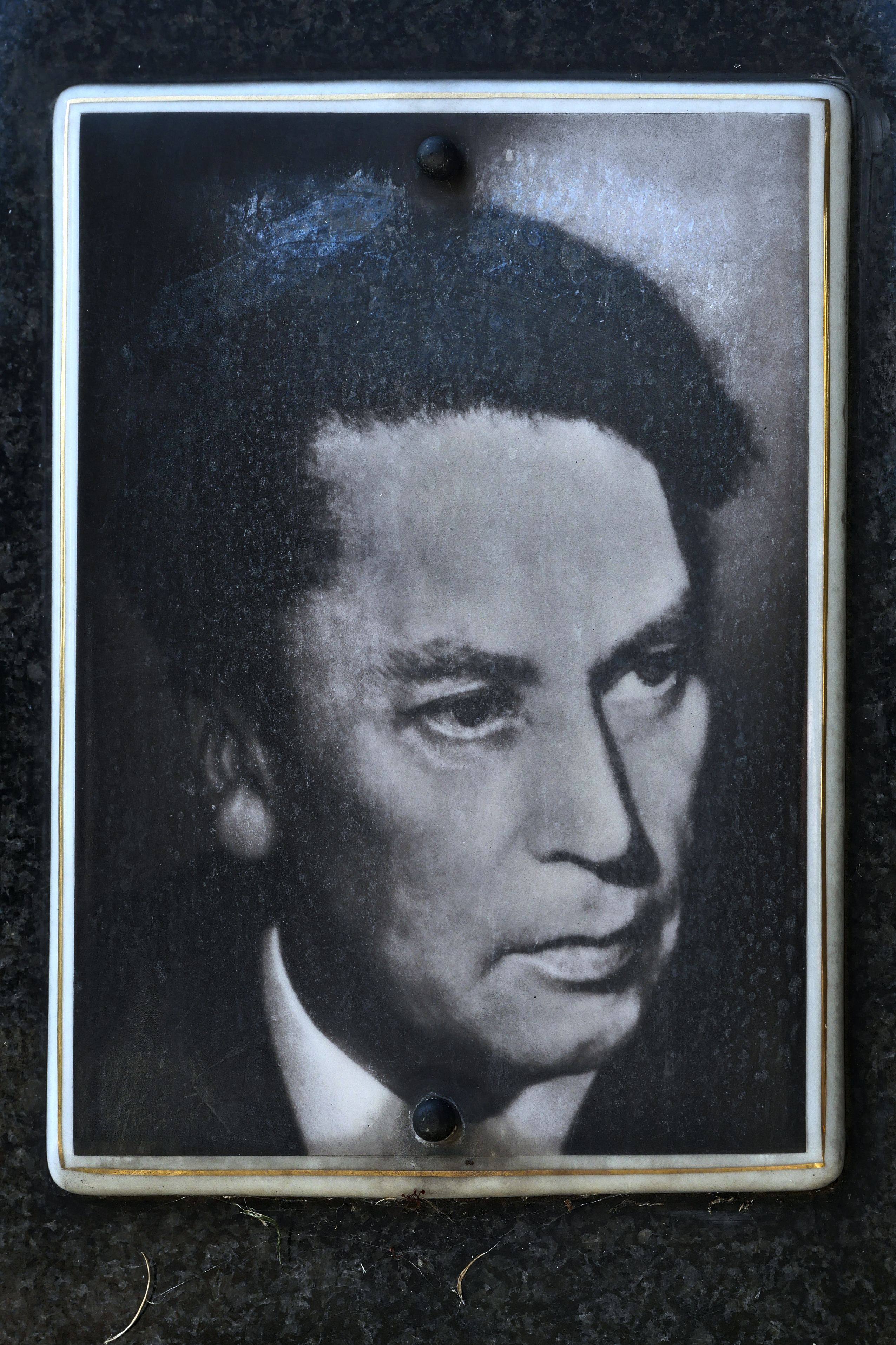
Alfred Uhl, Fotografie auf dem Grabstein

Alfred Uhl (* 5. Juni 1909 in Wien; † 8. Juni 1992 ebenda) war ein österreichischer Komponist und Dirigent.

## Leben
Alfred Uhl, der Sohn eines Postbeamten, besuchte das Realgymnasium in Wien und studierte als Schüler von Franz Schmidt an der Wiener Musikakademie (heute: Universität für Musik und darstellende Kunst Wien) Komposition. Er schloss sein Studium mit der Promotion zum Dr. phil. ab. Nach dem „Anschluss Österreichs“ wurde er 1938 Gauobmann der Fachgruppe I der Fachschaft Volksmusik der Reichsmusikkammer. 1940 wurde er zur Wehrmacht einberufen, aber 1941 nach einer schweren Verwundung entlassen. 1943 erhielt er auf Vorschlag des Reichsstatthalters und Gauleiters Baldur von Schirach den Schubertpreis der Stadt Wien, wurde als Lehrer an die Wiener Musikhochschule berufen und zum Professor ernannt. Er trat bereits zu dieser Zeit als Komponist mit Werken wie einer Musik der Arbeit (1939), einem sinfonischen Marsch (1942) und 1944 mit einer Fanfare für die Jugend sowie einer konzertanten Sinfonie für Soloklarinette und Orchester hervor, die unter Clemens Krauss uraufgeführt wurde.
Von 1949 bis 1954 war er Präsident der von ihm mitbegründeten Österreichischen Gesellschaft für zeitgenössische Musik. 1964 wurde er zum außerordentlichen und 1966 zum ordentlichen Professor ernannt. Zu seinen Schülern zählten u. a. Friedrich Cerha, Georg Ebert, Karlheinz Essl, Heinz Karl Gruber, Augustin Kubizek, Anestis Logothetis, Gerhard Lampersberg, Johann Sengstschmid sowie Franz Georg Pressler alias Fatty George. In den Jahren 1970 bis 1975 war Uhl Präsident der AKM (Gesellschaft der Autoren, Komponisten und Musikverleger). Er war weiterhin bis 1979 Lehrer für Komposition und Musiktheorie an der Wiener Musikhochschule.
Mit der Uraufführung des Oratoriums Gilgamesch erzielte er 1957 seinen Durchbruch als Komponist. Daneben erwarb er sich große Verdienste als Musikpädagoge und verfasste ein bis heute grundlegendes Übungswerk für Klarinette.
Alfred Uhl ruht in einem ehrenhalber gewidmeten Grab auf dem Grinzinger Friedhof (Gruppe 8, Reihe 2, Nummer 8) in Wien.

## Musikstil

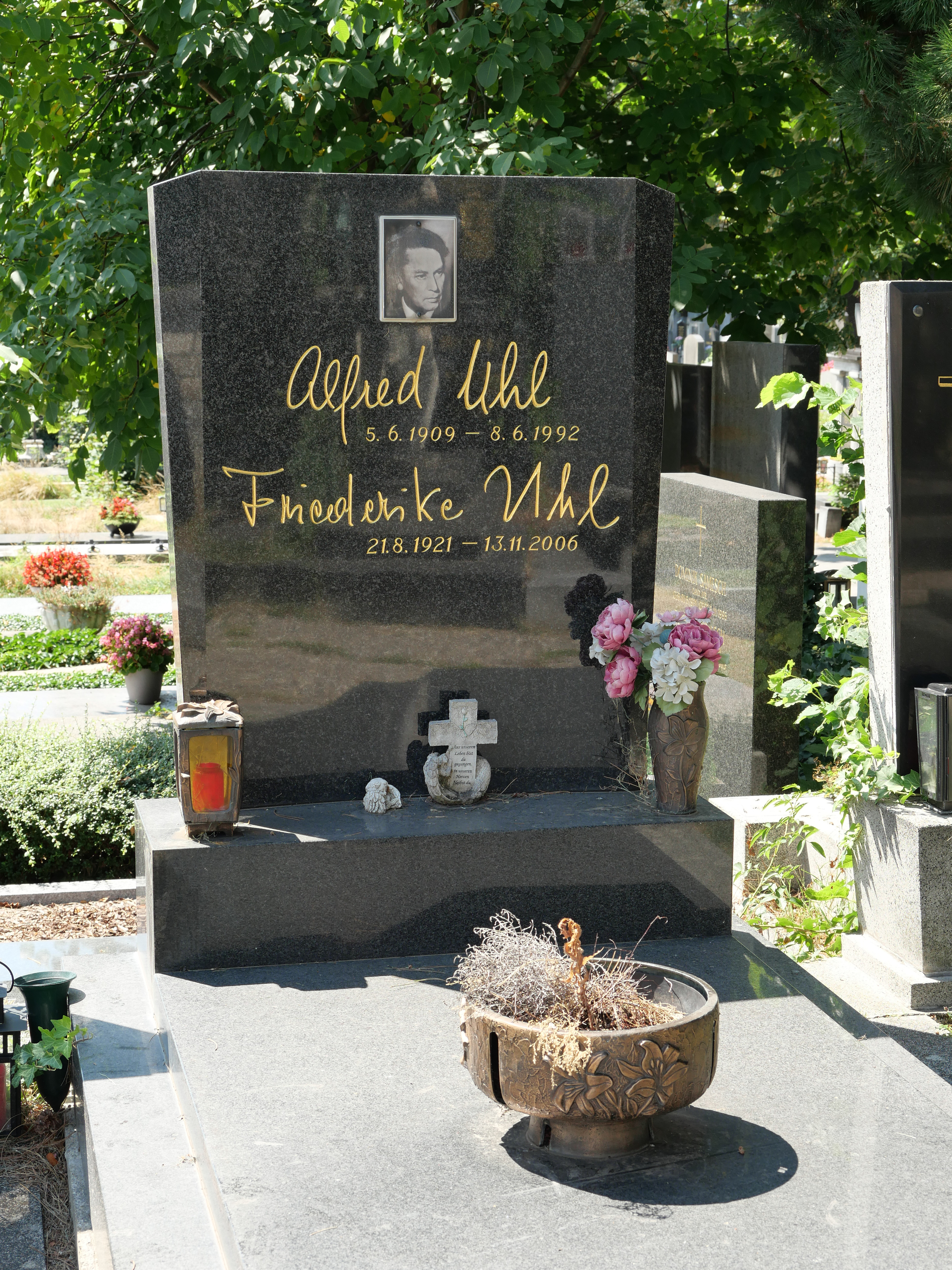
Grabstätte von Alfred Uhl auf dem Grinzinger Friedhof

Anfänglich in der Tradition der Wiener Spätromantik stehend, entfaltete sich bald sein Zug zum Musikantischen. Gemäßigt modern, blieb Uhl zeit seines Lebens der Tonalität verbunden und versuchte eine zeitgemäße, doch eingängige Melodik mit differenzierter Rhythmik zu verbinden. Seine Werke verraten einen unverkennbaren Eigenstil, der gerne humoristische Akzente setzt.

## Auszeichnungen
- 1953 Staatspreis für Musik[6][7]
- 1959 Großer Österreichischer Staatspreis für Musik (gemeinsam mit Theodor Berger)[7]
- 1961 Preis der Stadt Wien für Musik[8]
- 1969 Ehrenmedaille der Bundeshauptstadt Wien in Gold
- 1970 Mozartmedaille durch die Mozartgemeinde Wien[9]
- 1980 Österreichisches Ehrenkreuz für Wissenschaft und Kunst I. Klasse
- 1980 Österreichisches Ehrenzeichen für Wissenschaft und Kunst

## Werke (Auswahl)
(Werke, von denen sich Alfred Uhl aus künstlerischen Gründen später distanzierte, wurden nicht aufgenommen)

### Vokalmusik

#### Bühnenwerke
- 1949 Rondeau (Ballett). Tänzerische Variationen nach Themen von Molière
- 1959 Katzenmusik. Heitere Ballettoper für Groß und Klein in 3 Bildern (Libretto: Karl Friedrich Alys)
- 1962/65 Der mysteriöse Herr X. Oper in 1 Vorspiel und 3 Akten (Libretto: Theo Lingen)

#### Werke für Chor und Orchester
- 1926/27 Messe in h-Moll für Soli, Chor, Orchester und Orgel
- 1954/56 (1967/68 revidiert) Gilgamesch. Oratorisches Musikdrama für Soli, Sprecher, gemischten Chor, Knabenchor, großes Orchester und Orgel
- 1960 (1963 rev.) Wer einsam ist, der hat es gut. Heitere Kantate für Soli, gemischten Chor und Orchester nach Gedichten von Wilhelm Busch, Christian Morgenstern und Joachim Ringelnatz

#### Werke für Chor und Klavier
- 1937 Ein lustiges Spiel für Kinder (Otto Brandt). Hörspiel für KinderChor und Klavier
- 1963 Die Zeit (Morgenstern) für Männerchor und Klavier
- 1990 Tierischer Ernst (Busch, Brandt, Heinrich Gattermeyer, Morgenstern, Ringelnatz). Eine Folge heiterer Tierlieder für Soli, Chor-Doppelquartett und Klavier

#### Werke für Chor a cappella
- 1960 3 Bagatellen für gem. Chor a cappella
- 1970 Bumerang (Ringelnatz) für Männerchor a cappella
- 1971 Tierischer Ernst (Gattermeyer) für gem. Chor a cappella

#### Werke für Gesang und Instrumente
- 1922 Vergänglichkeit (J. M. Wunderlich). Lied für Altstimme (Mezzosopran) und Klavier
- 1924 Marienlied (Wunderlich) für Sopran und Kammerensemble
- 1924 Abendlandschaft (Eichendorff). Lied für Sopran und Klavier
- 1924 Mittagsruh (Joseph von Eichendorff). Lied für Sopran und Klavier
- 1924 Die Sperlinge (Eichendorff).Lied für Mezzosopran und Klavier
- 1925 Bitte (Nikolaus Lenau). Lied für Singst. und Klavier
- 1925 Frische Fahrt (Eichendorff). Lied für Singst. und Klavier
- 1925 Gleichheit (Eichendorff). Lied für Sopran und Klavier
- 1925 Wegweiser (Eichendorff). Lied für Sopran und Klavier
- 1926 Im Walde (Eichendorff). Lied für Mezzosopran und Klavier
- 1926 Lieblingsplätzchen (aus Des Knaben Wunderhorn). Lied für Singst. und Klavier
- 1927 Abschied (Eichendorff). Lied für Mezzosopran und Klavier
- 1928 Buße. Lied für Bariton und Klavier
- 1929 Herbstweh (Eichendorff). Lied für Mezzosopran und Klavier
- 1935 Die Schnupftabaksdose (Ringelnatz). Lied mit Klavierbegleitung
- 1935 Sehnsucht zurück (Herbert Strutz). Lied mit Klavierbegleitung
- 1937 Zwischen acht und zehn (N. Böse). Musik zu einem Lustspiel für Singstimme und Klavier
- 1946 Mir ist ein schön’s braun Maidelein für Gesang und Streichtrio
- 1952 Couplet von der Zwölftonmusik. Humoristisches Couplet für 2 Tenöre mit Schrammelquartettbegleitung
- 1952 So ruhig geh ich meinen Pfad (Eichendorff). Lied für Singstimme und Klavier

### Instrumentalmusik

#### Werke für Orchester
- 1929 Präludium für großes Orchester
- 1936 Kleine Spielmusik für Trompetenchor
- 1938 Lobgesang der Arbeit. Sinfonische Suite für großes Orchester
- 1939 „Wiener Walzer“ für großes Orchester
- 1939 „Musik der Arbeit“ für kleines Orchester
- 1942 Fanfare (F-Dur) für Blechbläser
- 1937 Sinfonischer Marsch für Blechbläser
- 1944 7 Miniaturen für Kammerorchester
- 1944/45 4 Capricen von Musikanten, fahrenden Sängern, Gauklern und Komödianten. für Orchester
- 1945 Sonate für Orchester
- 1947 Introduktion und Variationen über eine Melodie aus dem 16. Jahrhundert für Streichorchester („Es geht eine dunkle Wolk’ herein …“)
- 1953 Serenade für 12 Blasinstrumente und Kontrabass
- 1966 „Concerto a ballo“ für Orchester
- 1977 Sinfonietta für großes Orchester
- 1978/79 Festfanfare für großen Trompetenchor (früher: „Akademie-Festfanfare“)
- 1980 3 Skizzen für Orchester
- 1984 Concerto für Kammerorchester

#### Werke für Soloinstrument und Orchester
- 1943 Konzertante Sinfonie für Soloklarinette und Orchester (1987 Fassung für Fagott und Orchester)
- 1949 (1986 rev.) Concertino für Solovioline und 22 Bläser.
- 1963 Kleines Konzert für Violine und Orchester

#### Kammermusik
- 1923 Andante für Violine, Violoncello und Orgel (1923 Fassung für Violine, Violoncello und Klavier)
- 1923 Andante für Violoncello und Orgel
- 1923 „Stimmungsbild“ für Viola und Klavier
- 1923 Streichtrio
- 1924 Sarabande für Violine und Klavier
- 1924 „Widmung“ für Violoncello und Klavier
- 1924 10 Divertimenti für Viola und Violoncello
- 1926 „Norwegisches Küstenlied“ für Violine, Violoncello und Klavier / Orgel
- 1926/30 Kleine Suite für Violine, Viola und Gitarre
- 1927 Klavierquartett in h-Moll [nur der 1. Satz vorhanden]
- 1928 (1981 rev.) Trio für Violine, Viola und Gitarre
- 1929 „Wiener Weisen“ für Violine, Viola und Gitarre
- 1930 Septett für 3 Violinen, 2 Violen, Violoncello und Klarinette
- 1931 Sonatine für Violoncello und Klavier
- 1932 „Kleine Burleske“ für Streichquartett
- 1935 Rondo für 2 Soloviolinen
- 1937 (1988 rev.) Kleines Konzert für Klarinette, Viola und Klavier (weitere Fassungen: 1972 für Violine, Violoncello und Klavier, dem Ebert-Trio Wien gewidmet; 1988 für Klarinette, Altsaxophon und Klavier; 1991/92 Konzert für Fagott und Streichquartett)
- 1938 Spielmusik für Mandoline und Streichtrio
- 1939 „5 frohe Weisen für den Wr. Weihnachtsmarkt“ für 3 Oboen, 2 Klarinetten, 2 Fagotte und 2 Hörner
- 1942 Divertimento für 3 Klarinetten und Bassklarinette
- 1944 „Eine vergnügliche Musik“ für 8 Bläser.
- 1945/46 (1969 rev.) 1. Streichquartett
- 1953 Improvisation über altdeutsche Volksweisen für Viola d’amore, Bassetthorn und doppelchörige Laute
- 1961 „Jubiläumsquartett“ für 2 Violinen, Viola und Violoncello
- 1963/64 4 Tanzstücke für Streichquartett, Klarinette, Fagott und Horn
- 1965 „Humoreske“ für Bläserquintett
- 1969 „Eine vergnügliche Spielmusik“ für 3 Violinen und Violoncello
- 1970 „Allerlei Spielmusik“ für Spielmusikgruppen
- 1982 „Commedia musicale“ für Klarinette, Viola und Klavier (1987 Fassung für 2 Klaviere)
- 1982 3 Stücke für Flöte und Gitarre
- 1985/86 3 Tanzstücke für Bläseroktett
- 1986 „Scherzo capriccioso“ für Fagott und Klavier (1986 Fassung für Bassklarinette und Klavier; 1989 Fassung für Bläseroktett)

#### Werke für Soloinstrumente
- 1922 „Wiener Weisen“ für Klavier
- 1925 Musik zu einem Lustspiel für Klavier
- 1927 2. Tanzsuite für Klavier
- 1937/39 10 kleine Stücke für Gitarre (2 Hefte), darunter Aria und Malinconia
- 1938 48 Etüden für Klarinette
- 1937 Sonate für Gitarre
  - 1969 Neufassung: Sonata classica für Gitarre
- 1970 15 Etüden für Fagott
- 1971 20 Etüden für Viola (mittelschwer bis schwer)
- 1972 30 Etüden für Viola (leicht bis mittelschwer)
- 1974 4 kleine Stücke für Klavier
- 1974 Kleine Suite für Viola solo (aus „20 Etüden für Viola“)
- 1979 Drosser Musettewalzer für Klavier

### Filmmusik
- 1933: Mensch im Schnee
- 1934: Mittelholzers Abessinienflug
- 1934: Abyssinia
- 1936: So lebt China
- 1939: Fristlos entlassen
- 1951: Das gestohlene Jahr
- 1951: Schwindel im Dreivierteltakt
- 1952: Frühlingsstimmen
- 1953: Der Verschwender
- 1957: Wien, du Stadt meiner Träume
- 1959: Panoptikum 59

## Tonträger
- Wer einsam ist, der hat es gut. Mit Gabriele Fontana, Jörg Dürmüller, Andreas Scheibner, WDR-Rundfunkorchester und -chor Köln, Dirigent: Anton Marik. CD (Capriccio 60 120)